# Wojciech Jędrzejewski
Wojciech Jędrzejewski (ur. 27 marca 1968) – polski dominikanin, rekolekcjonista i współtwórca serwisu internetowego "Mateusz". Jeden z prowadzących program Rozmównica w stacji religia.tv. Pochodzi z miasta Kamień Pomorski.
Do zakonu wstąpił w 1988. Święcenia kapłańskie przyjął 21 maja 1994. Uzyskał tytuł zawodowy magistra teologii na podstawie pracy z teologii pokuty u św. Cypriana z Kartaginy. Prowadził zajęcia w Kolegium Dominikanów z katechetyki i teologii pastoralnej.
Przez sześć lat był duszpasterzem młodzieży w Warszawie. Następnie został duszpasterzem akademickim w Łodzi. Obecnie pracuje w Dominikańskim Ośrodku Kaznodziejskim w Łodzi.
Pracował w Radiu Plus i kanale Religia.tv. Prowadził program "Boska uczta" w internetowej telewizji Boska TV. Publikacje m.in. w „Tygodniku Powszechnym”, „Więzi”, „Znaku”, „Gazecie Wyborczej” i „Życiu”. Autor publikacji ze styku duchowości i psychologii. Jest też autorem codziennych komentarzy do Ewangelii „Ewangeliarz OP”.

## Publikacje
- Fascynujące zaproszenie. Msza Święta krok po kroku[4]
- Biblia enter
- Z Bogiem na czacie
- Tęsknota, która rozszerza serce
- Miłość, która ocala
- 10 sposobów na głupotę własną
- Fascynujące zaproszenie
- Tęsknota, która rozszerza serce
- Uzdrowienie ze wstydu
- Katecheta w ringu
- Wada ciężka, czyli pycha
- Miłość potężniejsza niż śmierć
- Wybaw nas od zamętu
- Jak On to robi? Oblicza Bożej mocy
- Boska intymność
- Wiara, która uszczęśliwia
- Ożywcze powroty
- Ewangeliarz dominikański[5]